# Traian Popovici
Traian Popovici (n. 17 octombrie 1892, satul Rușii Mănăstioarei, Ducatul Bucovinei, Austro-Ungaria – d. 4 iunie 1946, satul Colacu, comuna Fundu Moldovei, județul Suceava, Regatul României) a fost un avocat român și primar al orașului Cernăuți în timpul celui de-al Doilea Război Mondial, cunoscut pentru că a oprit deportarea a 20.000 de evrei din Bucovina împotriva planului de „curățirea terenului” al mareșalului Ion Antonescu. A fost înlocuit din funcția de primar după numai patru luni și jumătate, ancheta ulterioară din 1942 găsindu-l vinovat de eliberarea de certificate pentru evitarea deportărilor.Noul primar a reluat deportările, alți 5.000 de evrei murind în Transnistria.

## Biografie
Traian Popovici s-a născut la data de 17 octombrie 1892 în satul Rușii-Mănăstioara, pe atunci în Ducatul Bucovinei (Austro-Ungaria), astăzi localitate în comuna Udești din județul Suceava. Era fiul preotului Ioan Popovici și strănepot al celebrului preot Andrei din Udeștii Sucevei, cel care, în anul 1777, a refuzat să depună jurământul față de noua stăpânire austriacă. Unchiul său era Dorimedont Popovici (1873-1950), viitor ministru pentru problemele Bucovinei în guvernele conduse de generalul Alexandru Averescu.
A studiat la Gimnaziul superior din orașul Suceava (1903-1911), apoi s-a înscris la Facultatea de Drept din cadrul Universității Cernăuți, pe care a absolvit-o abia la sfârșitul primului război mondial. A fost președinte al Societății Academice "Junimea" (1914). În anul 1908, în timpul liceului, a trecut clandestin granița dintre Austro-Ungaria și România, pentru a-l vedea pe Nicolae Iorga care vizita localitatea Burdujeni (astăzi cartier al municipiului Suceava) .
Când a început Primul război mondial, în anul 1914, a trecut în România și s-a înrolat voluntar în Armata Română, luptând până la sfârșitul războiului. A absolvit Facultatea de Drept din cadrul Universității Cernăuți în anul 1919, obținând ulterior titlul științific de Doctor în drept. După primul război mondial s-a stabilit pentru scurt timp la Chișinău, unde a fost secretar la "Casa Noastră", organizație care se ocupa cu împroprietărirea țăranilor.
A fost prefect al județului Câmpulung (1926-1927).
În perioada interbelică a lucrat ca avocat în municipiul Cernăuți. El a fost avocatul elevului de liceu David Falik, de origine evreiască, care a fost asasinat de un student legionar. 
Traian Popovici a fost liderul filialei din Câmpulung Moldovenesc a Partidului Național Agrar. În 1935, a fost fondatorul filialei cernăuțene a Partidului Național Creștin, cu o orientare de extrema dreaptă. A condus filialele național-creștine din Câmpulung Moldovenesc și Cernăuți.
După ocuparea Bucovinei de Nord, din iunie 1940, dr. Popovici și-a continuat îndeletnicirea de avocat la București.

### Primar
În anul 1941, conducătorul statului Ion Antonescu i-a propus să devină primar al orașului Cernăuți. Popovici a refuzat inițial, deoarece nu dorea să servească un guvern fascist, apoi s-a răzgândit. 
La începutul lunii iulie 1941, dr. Popovici este trimis în Bucovina ca „prim-ajutor de primar" (funcție echivalentă cu cea de viceprimar) al municipiului Cernăuți, sosind acolo la data de 8 iulie 1941. Ca primar fusese numit dr. Octavian Lupu, șeful serviciului sanitar al municipiului Cernăuți. La data de 1 august 1941, la două zile după eliberarea din funcție a dr. Lupu, guvernatorul militar al Bucovinei, colonelul Alexandru Rioșanu, îl numește pe dr. Traian Popovici primar al municipiului Cernăuți și, după acceptarea postului, i-a cerut crearea unui ghetou evreiesc în Cernăuți. Popovici a refuzat „enormitatea acestei măsuri medievale” pledând că este inadmisibil din punct de vedere tehnic să accepte ca o parte a orașului să fie închisă între garduri de sârmă ghimpată și scânduri. Această acțiune a fost amânată , iar Rioșanu a murit pe 30 august 1941 în urma unei operații nereușite.

#### Constituirea ghetoului din Cernăuți și începerea deportărilor
La Cernăuții s-a aflat în 9 și respectiv 10 octombrie 1941 de deportarea în masa în Transnistria a tuturor evreilor din nordul apoi din sudul Bucovinei. Noul guvernator militar al Bucovinei, generalul Corneliu Calotescu, a anunțat în 10 octombrie 1941 decizia ca toți evreii din Cernăuți să fie, de asemenea, deportați, dând ordine de confiscarea imediată a averilor acestora și de înființarea ghetoului Cernăuți sub execuția primăriei și a Pretoratului armatei, împotriva pledoariilor primarului și a generalului Vasile Ionescu.
Ghetoul a fost înființat în perimetrul cartierului evreiesc (o zonă situată în împrejurimile actualei străzi Sahaidacinyj). Condițiile de viață din ghetou erau foarte aspre, spațiile de cazare din ghetou neputând adăposti mai mult de 10.000 de persoane, aici urmând a fi închiși 50.000 evrei.

În cartea sa, dr. Popovici descrie formarea ghetoului:
|  | Pe străzile din fața ferestrei, un pohod întreg de omenire în pribegire. Moșnegi ajutați de-copii, femei cu prunci în brațe, infirmi târându-și trupurile schiloade, toți cu boccele în mână, valizii cărând în cărucioare sau roabe sau în spinare, cufere legate în pripă, așternut, boarfe, haine, se îndreptau în pelerinaj mult înspre valea de suferință a orașului, înspre gheto. Mi-am dat seama că s-a pus în mișcare roata nenorocului lor. M-am îmbrăcat și-am grăbit la primărie. Pe drum plâns de femei, scâncet de copii, murmur de bătrâni, lacrimi și iarăși lacrimi, unele curgând șiroaie, altele uscate pe obrajii de suferință, altele prelingându-se anonim în bărbiile cărunte. „Jidovimea fusese scoasă din bârlogul ei” și hăituită, ca sălbăticiune înspre țarcul ei de poticnire. | — Traian Popovici, "Spovedania" |

Condițiile inumane de viață l-au îngrozit pe primarul Popovici:
|  | Capacitatea de cazare era minimă. Chiar dacă camerele disponibile trebuiau să cuprindă până la 30 și mai mulți indivizi, partea cea mai mare a fost nevoită a se adăposti în coridoare, poduri, beciuri, șoproane și unde găseau refugiu de ploaie și zăpadă. De condițiile de igienă nu mai vorbesc. Lipsă de apă potabila salubră; fântânile existente insuficiente. Remarc că orașul era în suferință, două din cele trei uzine de apă fiindu-i distruse. Un miros de sudoare înăcrită, urină și fecale, de umezeală igrasioasă, a pus stăpânire pe cartier, diferențiindu-l de restul orașului. Exact mirosul concentrat al unui țarc de oi, pe întinsuri de pășune verde. Surprinzător cum a fost de îndată încercuit aproape ermetic ghetoul cu sârmă ghimpată, cu porți de lemn la ieșirile lui principale și cu pază militară. | — Traian Popovici, "Spovedania" |

#### Intervenția pentru salvarea parțială a evreilor de la deportări
La o conferință specială cu toate autoritățile provinciei convocată de guvernator în dimineața zilei de 12 octombrie 1941, primarul Popovici a argumentat că în situația deportării tuturor evreilor din oraș, producția de război a Cernăuțiului ar fi grav afectată . Acesta a cerut ca evreii botezați, intelectualii, oamenii de artă, cei ce au servit statul român, pensionarii, ofițerii de armată, invalizii, specialiștii din industrie, medicii, inginerii, arhitecții și cei din sistemul judiciar sa fie scutiți de la deportare .
Guvernatorul, a acceptat ca 100-120 de evrei să fie exceptați. Nemulțumit, Traian Popovici a încercat să-l influențeze pe Antonescu însuși, cerând o amânare până când se găsesc înlocuitori pentru aceștia.
Conform cărții sale "Spovedania", Popovici a fost admonestat drept „jidovitul" în timpul conferinței. El a fost luat în râs și în ziarul guvernamental "Bucovina", evreii fiind numiți în derâdere "Poporul lui Traian".
La 3 zile de la conferință, mareșalul Antonescu, a consimțit la o exceptare de până la 20.000 suflete de la evacuare, printr-o convorbirea telefonică cu guvernatorul, acesta ordonând sistarea deportărilor pe o perioada de 4 zile pentru întocmirea listelor acestora.

 
Descrierea comunicării acestei hotărâri: 
|  | Scena dramatică pe care am trăit-o în clipa când le-am adus vestea de nădejde, o socot cea mai solemnă, cea mai mișcătoare din viața mea și nu cred ca viitorul să-mi fi rezervat o alta mai măreață. Rabini bătrâni, intelectuali de toate vârstele, fruntași din toate compartimentele vieții sociale, negustori, muncitori, cu un cuvânt întreaga suflare, a izbucnit în plâns alinător, a îngenunchiat binecuvântând pe Dumnezeul lor, mulțumind cerului pentru îndurare, Mareșalului pentru grație, iar mie încercând să-mi sărute mâinile, picioarele și pulpana hainelor. Nu totdeauna lacrimile rușinează pe un bărbat. În clipa aceea, emoționat de această izbucnire spontană de gratitudine, m-au podidit lacrimile și am plâns și eu, „părintele orașului”. | — Traian Popovici, "Spovedania" |

În baza a 179 de liste, numite "autorizații Calotescu", 5619 capi de familie, însumând 16.569 de persoane din ghetoul din Cernăuți au fost salvate de la deportare . Alți 3120 de evrei au primit "autorizații Popovici", ce le-au permis să se întoarcă în casele lor după ce fuseseră forțați mai înainte sa se mute în gheto.
În săptămânile următoare până la sistarea din 15 noiembrie 1941, au fost deportați 30.000 de evrei din totalul de 50.000 care locuiau în Cernăuți. Mai târziu în iulie 1942, încă 4100 de evrei au fost deportați..
Pe când persoane din anturajul lui Calotescu, treceau și alte rude pe verso-ul autorizațiilor în schimbul a unor mari sume de bani (conform unui raport al Siguranței), Popovici a creat o nouă categorie de exceptați, fără nici o plată și depășindu-și prerogativele, adăugând "Valabil și pentru..." cu menționarea gradului de rudenie, semnătura sa și ștampila primăriei pe verso-ul unor autorizații . Aceasta acțiune a salvat alte câteva sute de persoane de la deportare. 
Pe de altă parte, "numeroși specialiști, care nu aveau nici un fel de "legături" au rămas în afara listelor" .
Traian Popovici a fost eliberat din funcția de primar pe 18 decembrie 1941, fiind înlocuit cu Dimitrie Galeș, prim-președinte al Tribunalului Cernăuți. Noul primar a reluat deportările în Transnistria în urma cărora au murit cinci mii de evrei care fuseseră salvați inițial de Popovici.
O anchetă din 1942 care a investigat selecționarea specialiștilor evrei în urma denunțurilor informatorilor, l-a găsit vinovat pe Popovici pentru eliberarea de certificate care a permis evreilor să evite deportarea.

### După război
După război, Traian Popovici a publicat cartea Spovedania, cunoscută sub numele de Spovedania unei conștiințe, după fragmentul din introducere "Spovedania unei conștiințe, care în tragedia umană ce a trăit-o, a făcut tot ce i-a fost cu putință să zăgăzuiască furia, să îmblânzească pe cel sălbatic, să încurajeze pe cel înfricoșat, să mângâie pe cel disperat și să toarne nădejde în cel plecat în surghiun".
În carte, fostul primar evocă tragedia evreilor bucovineni, pe care el o percepe ca o barbarie și ca o tragedie românească. Marcat de tragedia Bucovinei, el a scris versuri cu un pronunțat caracter patriotic, rămase în manuscris.

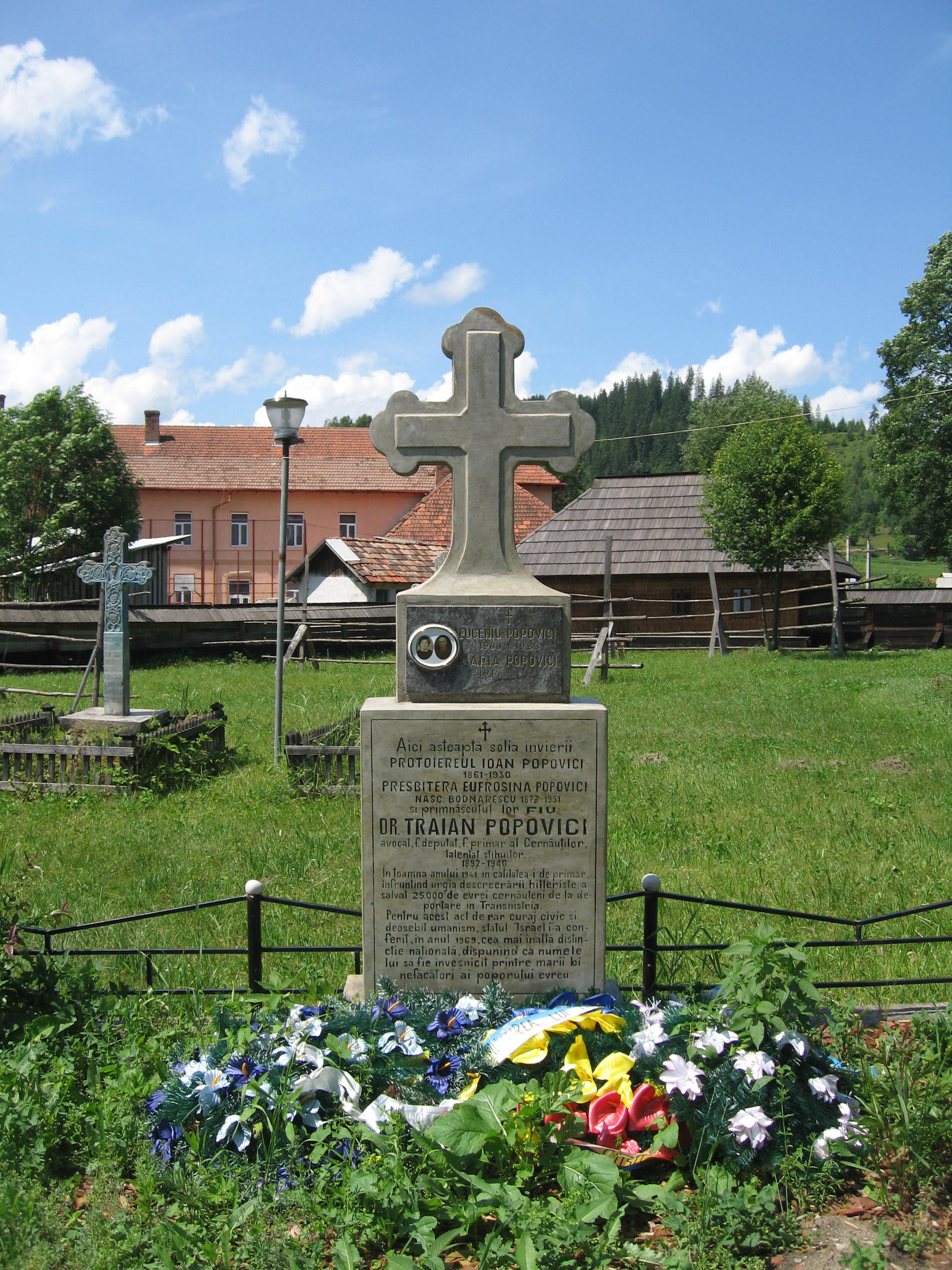
Mormântul dr. Traian Popovici în curtea bisericii de lemn din Colacu.

Dr. Traian Popovici a murit la data de 4 iunie 1946 în satul Colacu din comuna Fundu Moldovei (județul Suceava), fiind înmormântat în curtea bisericii din sat.

## Cinstirea memoriei sale

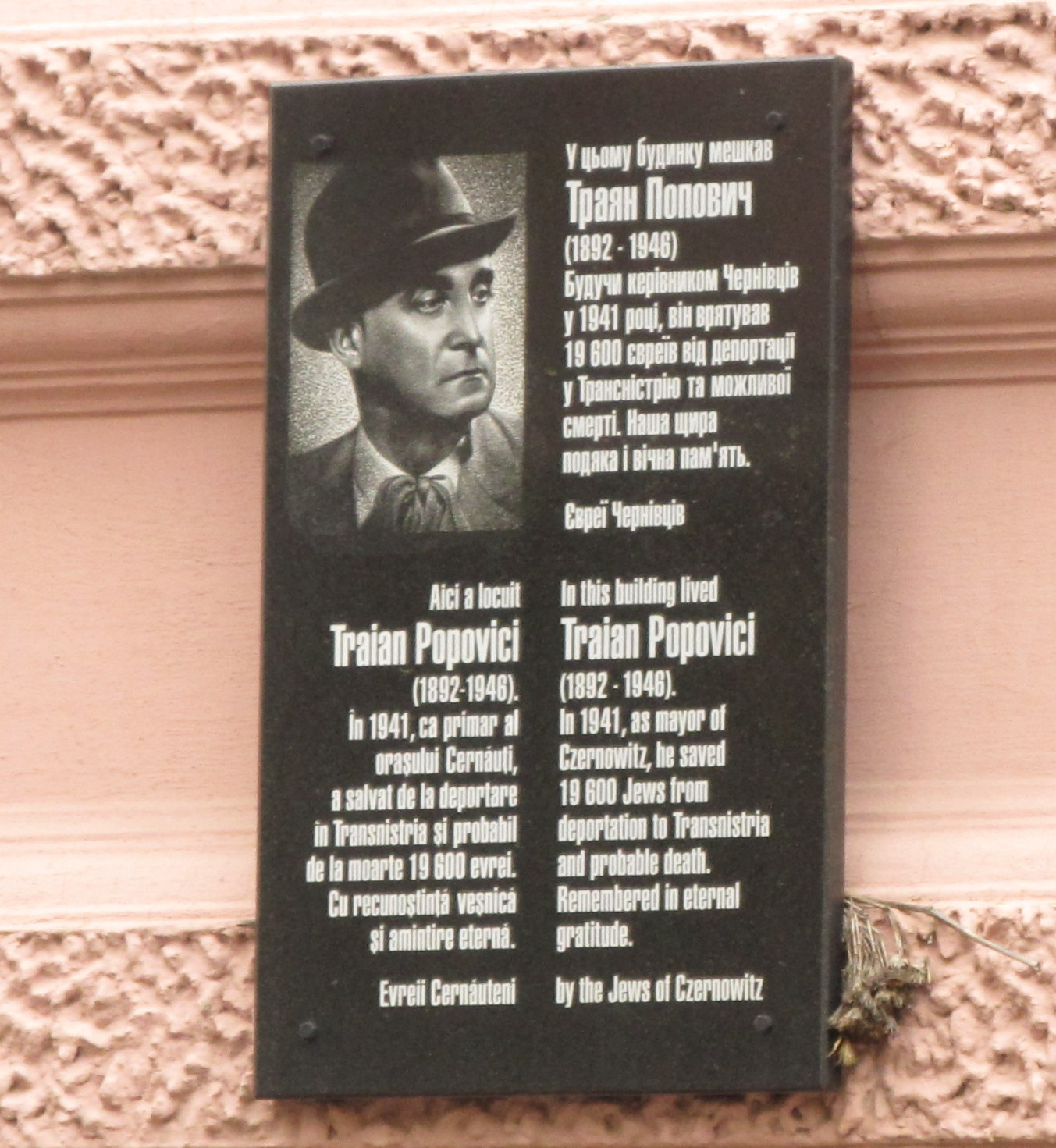
Placă memorială la casa lui Traian Popovici din Cernăuți

În memoria dr. Traian Popovici, care a salvat de la deportare aproape 20.000 de evrei, pentru atitudiniea sa umană și curajoasă, în orașul israelian Tel Aviv i-a fost ridicat un monument și, în anul 1969 statul Israel i-a decernat titlul, medalia și diploma de Drept între popoare, distincție acordată ne-evreilor care s-au comportat cu eroism, cu riscul vieții, familiei și avutului încercând să salveze evrei de genocidul Holocaustului și, implicit, Cetățenia de Onoare a Israelului.

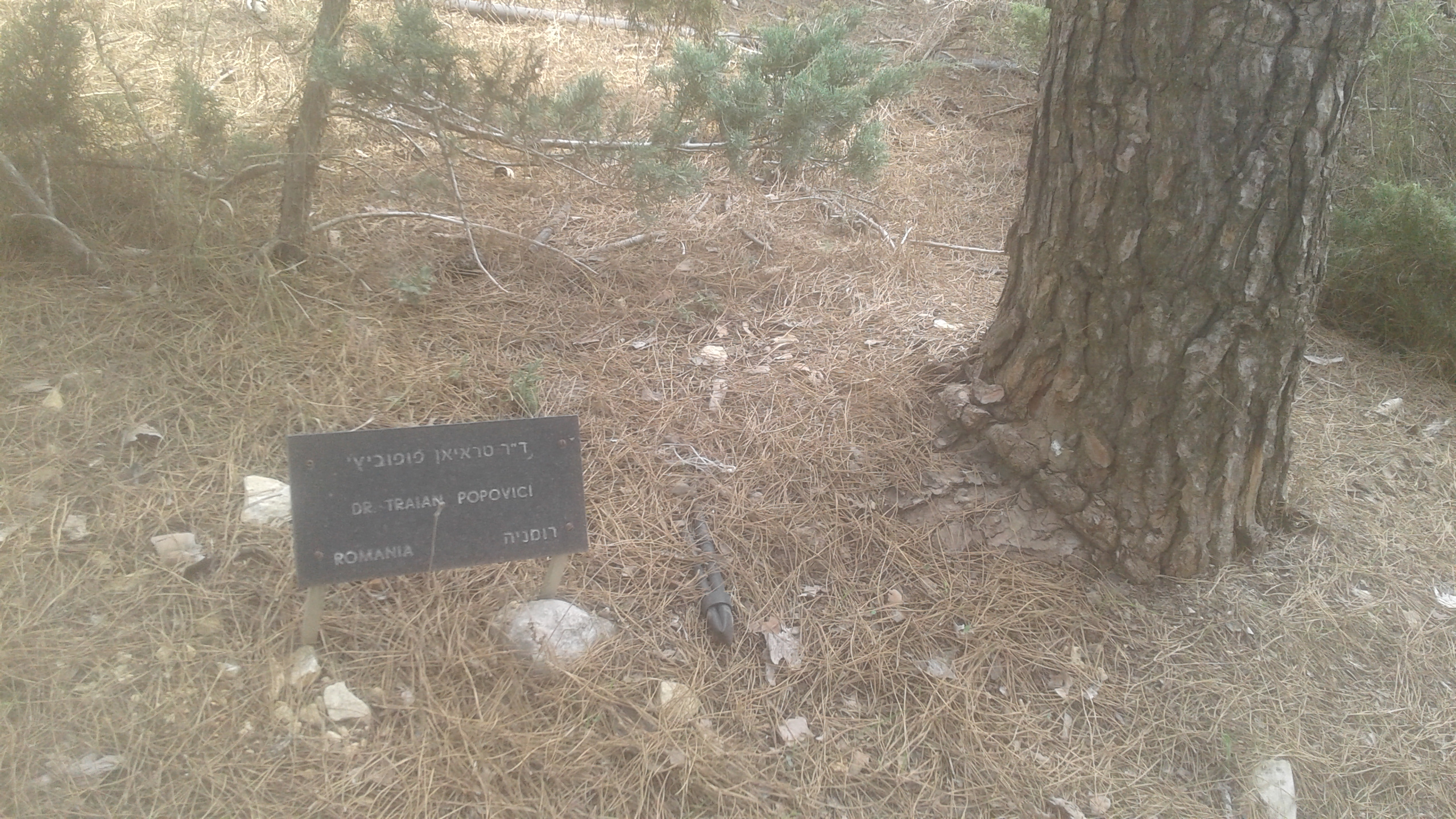
Arborele sădit la Yad Vashem în memoria lui Traian Popovici

În luna iunie 2002, la propunerea Ministerului Culturii și Cultelor, Primăria Sectorului 3 a Municipiului București a schimbat denumirea străzii „Unității” în cea de strada „Dr. Traian Popovici”,.
În același an, a fost editat din inițiativa Fundației Dr. Wilhelm Filderman și cu sprijinul material al Ministerului Culturii și Cultelor, cartea de memorii a lui Traian Popovici, intitulată "Spovedanii" (în ediție bilingvă română și engleză). Volumul a fost prefațat de către acad. prof. dr. Răzvan Theodorescu, ministrul român al culturii și cultelor.
În anul 2008, la inițiativa „Asociației pentru Educație, Democrație și Toleranță Traian Popovici” și cu finanțarea Ministerului Culturii și Cultelor a fost dezvelit în satul Colacu un bust în memoria fostului primar cernăuțean.
La 21 aprilie 2009, la inițiativa evreilor supraviețuitori ai Holocaustului, dar și cu susținerea autorităților locale din Cernăuți, a fost amplasată o placă comemorativă din marmură neagră pe peretele fostei locuințe din Cernăuți a lui Traian Popovici (de pe strada Zankovetka nr. 6). La acest eveniment au participat printre alții Volodimir Kuliș (guvernatorul regiunii Cernăuți) și Dorin Popescu (consilier diplomatic, consulul interimar al României la Cernăuți). Scrisă în trei limbi: română, ucraineană și engleză, placa comemorativă omagiază personalitatea primarului Traian Popovici .
La 6 octombrie 2016, în comuna Fundu Moldovei, unde a murit Traian Popovici, a fost dezvelit un bust și s-au depus coroane de flori.
În anul 2017, s-a încercat schimbarea denumirii Liceului Mircea Vulcănescu din București, din sectorul 4, în Liceul Traian Popovici (în memoria primarului Cernăuțean care a salvat 20,000 de evrei de la moarte). Însă, în urma unor proteste cu tendințe naționalist-creștine și "filolegionare", numele liceului va fi păstrat.